# ماريان أولي
ماريان أولي (بالنرويجية البوكمول: Marianne Aulie)‏ هي رسامة وفنانة نرويجية، ولدت في 23 أكتوبر 1971 في لورينسكوغ في النرويج.

## وصلات خارجية
- الموقع الرسمي
- ماريان أولي على موقع IMDb (الإنجليزية)